# 內代克

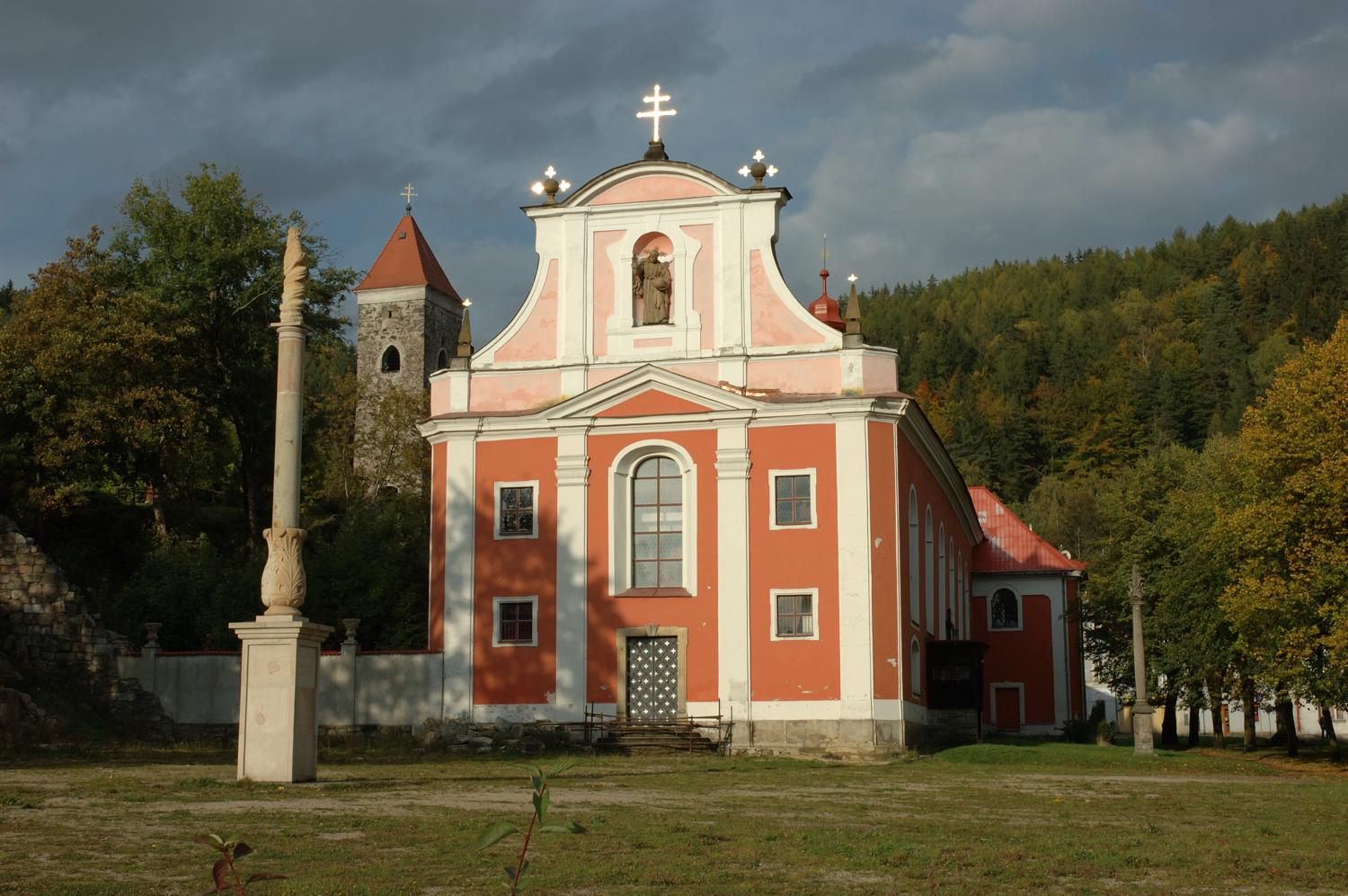

內代克是捷克的城鎮，位於該國西部，由卡羅維發利州負責管轄，面積52.31平方公里，海拔高度568米，鎮上的城堡建於1250年左右，2005年人口達到8,549。